# Vera Tembo
Vera Tembo (sinh ngày 25 tháng 7 năm 1953) là một chính trị gia Zambia và là thành viên của Phong trào Dân chủ Đa Đảng (MMD). Bà từng là Đệ nhất phu nhân Zambia từ năm 1991 cho đến khi ly thân với chồng cũ, Tổng thống Frederick Chiluba.
Năm 2006, bà đã trở lại chính trị bằng cách được bầu vào Quốc hội Zambia từ khu vực bầu cử Kasenengwa.

## Tiểu sử
Tembo đã kết hôn với Frederick Chiluba, người mà bà có chín đứa con, trong ba mươi ba năm, cho đến khi anh tuyên bố ly thân vào năm 2000. Chiluba trở thành Tổng thống Zambia năm 1991, biến Tembo thành Đệ nhất phu nhân của đất nước từ năm 1991 cho đến khi họ ly hôn. Tembo rời Tòa nhà bang, nơi ở của tổng thống, ngay sau thông báo của Chiluba và chuyển đến sống cùng gia đình ở Ndola. Cuộc ly hôn của họ trở thành quyết định vào ngày 25 tháng 9 năm 2001, khi một sự hủy bỏ được tòa án địa phương ở Ndola chấp nhận sau ba mươi ba năm kết hôn.
Vera Tembo mô tả hoàn cảnh ly thân và ly hôn với Chiluba là "nhục nhã". Bà vận động trong cuộc tổng tuyển cử năm 2001 bằng cách kêu gọi phụ nữ Zambia bỏ phiếu trong cuộc bầu cử. bà cũng báo hiệu ý định tham gia chính trị của mình. Chiluba rời nhiệm sở vào tháng 12 năm 2001 sau khi không giành được sự ủng hộ cho nhiệm kỳ tổng thống thứ ba, vốn bị Hiến pháp nước này cấm. Cựu Tổng thống Frederick Chiluba kết hôn với bạn gái của mình, Regina Mwanza, vào năm 2002, một vài tháng sau khi ly hôn với Tembo được hoàn tất.
Đến đầu năm 2002, báo Zambian đưa tin Tembo đang sống trong cảnh nghèo khó sau khi Chiluba bị cáo buộc đóng băng tài khoản ngân hàng của bà. bà đệ đơn $ 2,5 đô la Mỹ vụ kiện chống lại Chiluba như một phần của việc giải quyết ly hôn. Chính phủ Zambian đã cung cấp hỗ trợ tài chính cho Tembo vào tháng 5 năm 2002 sau khi bà liệt kê tài sản cá nhân của mình trong một cuộc đấu giá.
Năm 2006, Tembo ứng cử vào vị trí cử tri Kasenengwa ở Zambia với tư cách là ứng cử viên cho Phong trào Dân chủ Đa đảng (MMD). Bà đã giành chiến thắng trong cuộc bầu cử và trở thành người phụ nữ đầu tiên đại diện cho Kasenengwa, một vị trí chủ yếu ở nông thôn ở tỉnh miền Đông của bà, trong Quốc hội. Vào tháng 10 năm 2006, ngay sau cuộc bầu cử, Tổng thống Levy Mwanawasa đã bổ nhiệm Tembo làm Thứ trưởng Bộ Du lịch, Môi trường và Tài nguyên trong nội các của mình.
Vera Tembo, người được bổ nhiệm lại làm Thứ trưởng bởi người kế nhiệm của Mwanawasa, Tổng thống Rupiah Banda, đã giữ danh mục đầu tư của Bộ từ năm 2006 đến 2011, khi bà rời Quốc hội. Năm 2010, Tembo giám sát việc di chuyển tê giác đen đến công viên quốc gia North Luangwa và các khu vực tự nhiên khác của Zambia, với lý do chương trình này là một sự thúc đẩy cho cả môi trường của đất nước và ngành du lịch.
Vào tháng 3 năm 2015, Vera Tembo tuyên bố rằng bà đã trở thành một mục sư Kitô giáo và đã thành lập một nhà thờ mới gọi là Bộ Quốc tế Chữa bệnh.